# Косиниожул
Косиниожул (фр. Caussiniojouls) је насеље и општина у јужној Француској у региону Лангдок-Русијон, у департману Еро која припада префектури Безје.
По подацима из 2011. године у општини је живело 132 становника, а густина насељености је износила 12,57 становника/km². Општина се простире на површини од 10,5 km². Налази се на средњој надморској висини од 315 метара (максималној 547 m, а минималној 178 m).

## Демографија
| 1962. | 1968. | 1975. | 1982. | 1990. | 1999. | 2011. |
| ----- | ----- | ----- | ----- | ----- | ----- | ----- |
| 153   | 155   | 154   | 152   | 121   | 117   | 132   |

График промене броја становника у току последњих година